# Единый северный алфавит
Единый северный алфавит (ЕСА) — алфавит на латинской графической основе, предназначенный для языков народов Сибири и Крайнего Севера СССР. Создан в 1930-е годы.

## История создания
В 1920-е годы в СССР шёл процесс создания письменностей для ранее бесписьменных народов. К тому времени народы Севера не имели своей письменности — хотя в конце XIX века православные миссионеры и издали несколько учебных и религиозных книг на некоторых из этих языков, реально письменность среди народов Севера распространения не получила. По переписи населения 1926 года доля грамотных среди этих народов (причём на русском языке) составляла 7,2 %. Во второй половине 1920-х годов ситуация начала меняться — появились первые учебные книги на некоторых языках народов Севера (например, нанайском и хантыйском).
Систематическая работа по разработке письменности на языках народов Севера началась в 1926 году, когда был создан Северный факультет (с 1930 года — Институт народов Севера (ИНС)) Ленинградского восточного института. К 1929 году студенты и преподаватели Севфака коллективно выработали «Единый северный алфавит», который должен был применяться для письменностей языков народов Севера. Он был утверждён комиссией факультета в октябре 1929 года и на нём стало вестись преподавание на факультете. По первоначальному проекту алфавит содержал 32 основных буквы: A a, B ʙ, C c, Ç ç, Ӡ ӡ, D d, E e, Ә ә, F f, G g, H h, I i, J j, K k, L l, M m, N n, Ŋ ŋ, O o, P p, Q q, R r, S s, Ş ş, T t, U u, V v, W w, X x, Y y, Z z, Ь ь. Кроме того использовались диакритические знаки — подбуквенная запятая для обозначения палатализации, апостроф для обозначения аспирации, дефис для обозначения перерыва, двоеточие для обозначения гортанного усиления и макрон для обозначения долготы гласного.
В начале 1930 года К. М. Мыльниковой и С. Форштейном в Хабаровске был составлен альтернативный вариант ЕСА. В отличие от варианта алфавита ИНС он учитывал только потребности народов Дальнего Востока СССР (в состав алфавита не были включены знаки для языков уральской семьи). Алфавит имел следующий вид: a ą o ǫ u ų e ę ә ь i y n ŋ r ʟ  m s ş z ƶ з ç c d t f v w b p q ƣ h ꜧ ᴋ ӄ. Также предлагалось использовать диакритические знаки — точка над буквой для смягчения согласного, апостроф для аспирации, тильда над буквой для назализации, а также факультативно акут для ударения и макрон для долготы гласного. Практического применения этот алфавит не получил.
К концу 1930 года алфавит, разработанный ИНС, был пересмотрен с точки зрения сближения с другими латинизированными алфавитами народов СССР. После ряда обсуждений были утверждены алфавиты для 14 языков народов Севера и Дальнего Востока. Утверждённый алфавит имел следующий вид: A a, B ʙ, C c, Ç ç, D d, E e, Ә ә, F f, G g, Ƣ ƣ, H h, Ꜧ ꜧ, I i, J j, K k, L l, M m, N n, Ŋ ŋ, O o, Ө ө, P p, Q q, R r, Ŗ ŗ, S s, Ş ş, T t, U u, V v, W w, X x, Y y, Z z, Ƶ ƶ, Ӡ ӡ, Ӡ̦ ӡ̦, Ь ь, Æ æ. Также использовалось 3 диакритических знака — подбуквенная запятая, макрон и апостроф. В июне 1931 года алфавит был утверждён Народным комиссариатом просвещения РСФСР.
В 1932 году на всероссийской конференции, по итогам поступления новых научных и педагогических данных, ЕСА был вновь пересмотрен — уточнено начертание отдельных букв, улучшен буквенный состав алфавитов. Число языков, которые должны были обслуживаться ЕСА, возросло до 16:
| - Саамский язык, - Ненецкий язык, - Селькупский язык, - Мансийский язык, | - Хантыйский язык, - Эвенкийский язык, - Эвенский язык, - Нанайский язык, | - Удэгейский язык, - Ительменский язык, - Чукотский язык, - Корякский язык, | - Эскимосский язык, - Алеутский язык, - Кетский язык, - Нивхский язык. |

Эти языки, имея единую систему письменности, относились к разным языковым семьям: уральской (саамский, ненецкий, селькупский, мансийский, хантыйский); алтайской (эвенкийский, эвенский, нанайский, удэгейский); чукотско-камчатской (ительменский, чукотский, корякский); эскимосско-алеутской (эскимосский, алеутский); енисейской (кетский); один язык (нивхский) относился к изолятам.

## Состав алфавита
Итоговый вариант ЕСА, утверждённый в 1932 году:
| A a | B ʙ | C c | Ꞓ ꞓ | D d | Ӡ ӡ | З з | E e | Ə ə | Æ æ |
| F f | G g | H h | Ꜧ ꜧ | I i | Ь ь | J j | K k | L l | Ł ł |
| M m | N n | Ŋ ŋ | O o | Ɵ ɵ | P p | Q q | R r | Ɍ ɍ | S s |
| Ꞩ ꞩ | T t | U u | V v | W w | X x | Y y | Z z | Ƶ ƶ |     |

Распределение букв по алфавитам с учётом букв с диакритическими знаками:
|     | Саам.   | Ненец.  | Сельк.  | Манс.   | Хант.   | Эвенк.  | Эвен.   | Нан.    | Удэг.   | Ител.   | Чукот.  | Коряк.  | Эским.  | Алеут.  | Кет.    | Нивх.         |
| --- | ------- | ------- | ------- | ------- | ------- | ------- | ------- | ------- | ------- | ------- | ------- | ------- | ------- | ------- | ------- | ------------- |
| A a | A a Ā ā | A a Ā ā | A a Ā ā | A a     | A a     | A a Ā ā | A a Ā ā | A a Ā ā | A a Ā ā | A a     | A a Ā ā | A a     | A a     | A a     | A a     | A a           |
| B ʙ | B ʙ B̦ ʙ̦ | B ʙ B̦ ʙ̦ | B ʙ     | -       | -       | B ʙ     | B ʙ     | B ʙ     | B ʙ     | B ʙ B̦ ʙ̦ | -       | -       | B ʙ B̦ ʙ̦ | B ʙ     | B ʙ     | B ʙ           |
| C c | C c     | C c Ç ç | -       | -       | -       | -       | -       | -       | -       | C c Ç ç | -       | -       | C c     | C c     | -       | -             |
| Є є | Є є     | -       | Є є     | -       | Є є     | Є є     | Є є     | Є є     | Є є     | -       | Є є     | Є є     | -       | -       | -       | Є є           |
| D d | D d D̦ d̦ | D d D̦ d̦ | D d     | -       | -       | D d     | D d     | D d     | D d     | D d D̦ d̦ | D d     | -       | D d     | D d     | D d     | D d D̦ d̦       |
| Ӡ ӡ | Ӡ ӡ     | -       | -       | -       | -       | Ӡ ӡ     | Ӡ ӡ     | Ӡ ӡ     | Ӡ ӡ     | -       | -       | -       | -       | Ӡ ӡ     | -       | -             |
| З з | З з     | -       | -       | -       | -       | -       | -       | -       | -       | -       | -       | -       | -       | -       | -       | -             |
| E e | E e     | E e Ē ē | E e     | E e     | E e     | E e     | E e     | E e     | E e Ē ē | E e     | E e Ē ē | E e     | E e     | E e     | E e     | E e           |
| Ə ə | Ə ə     | Ə ə Ə̄ ə̄ | Ə ə     | -       | Ə ə     | Ə ə Ə̄ ə̄ | Ə ə Ə̄ ə̄ | Ə ə Ə̄ ə̄ | Ə ə Ə̄ ə̄ | Ə ə     | Ə ə Ə̄ ə̄ | Ə ə     | Ə ə     | Ə ə     | Ə ə     | Ə ə           |
| Æ æ | Æ æ     | -       | Æ æ     | -       | -       | -       | -       | -       | Æ æ     | -       | -       | -       | -       | -       | Æ æ     | -             |
| F f | F f     | -       | -       | -       | -       | -       | -       | -       | F f     | F f     | -       | -       | F f     | F f     | -       | F f           |
| G g | G g     | G g     | G g     | G g     | -       | G g     | G g     | G g     | G g     | G g Ģ ģ | G g     | G g     | G g     | G g     | G g     | G g           |
| H h | H h     | H h     | -       | H h     | H h     | H h     | H h     | H h     | H h     | H h     | -       | -       | H h     | H h     | H h     | H h           |
| Ꜧ ꜧ | -       | Ꜧ ꜧ     | -       | Ꜧ ꜧ     | Ꜧ ꜧ     | -       | -       | -       | -       | -       | -       | -       | -       | -       | Ꜧ ꜧ     | Ꜧ ꜧ           |
| I i | I i Ī ī | I i Ī ī | I i     | I i     | I i     | I i     | I i     | I i Ī ī | I i Ī ī | I i     | I i Ī ī | I i     | I i     | I i     | I i     | I i           |
| Ь ь | Ь ь     | Ь ь Ь̄ ь̄ | Ь ь     | Ь ь     | Ь ь     | -       | -       | -       | -       | Ь ь     | Ь ь Ь̄ ь̄ | Ь ь     | Ь ь     | Ь ь     | Ь ь     | -             |
| J j | J j     | J j     | J j     | J j     | J j     | J j     | J j     | J j     | J j     | J j     | J j     | J j     | J j     | J j     | J j     | J j           |
| K k | K k Ķ ķ | K k     | K k     | K k     | K k     | K k     | K k     | K k     | K k     | K k Ķ ķ | K k     | K k     | K k     | K k     | K k     | K k K' k'     |
| L l | L l Ļ ļ | L l Ļ ļ | L l Ļ ļ | L l Ļ ļ | L l Ļ ļ | L l     | L l     | L l     | L l     | L l Ļ ļ | L l     | L l Ļ ļ | L l Ļ ļ | L l Ļ ļ | L l Ļ ļ | L l           |
| Ł ł | -       | -       | -       | -       | Ł ł     | -       | -       | -       | -       | Ł ł     | -       | -       | Ł ł     | Ł ł     | -       | -             |
| M m | M m M̦ m̦ | M m M̦ m̦ | M m     | M m     | M m     | M m     | M m     | M m     | M m     | M m M̦ m̦ | M m     | M m     | M m     | M m     | M m     | M m           |
| N n | N n Ņ ņ | N n Ņ ņ | N n Ņ ņ | N n Ņ ņ | N n Ņ ņ | N n Ņ ņ | N n Ņ ņ | N n Ņ ņ | N n Ņ ņ | N n Ņ ņ | N n     | N n Ņ ņ | N n Ņ ņ | N n     | N n Ņ ņ | N n Ņ ņ       |
| Ŋ ŋ | Ŋ ŋ     | Ŋ ŋ     | Ŋ ŋ     | Ŋ ŋ     | Ŋ ŋ     | Ŋ ŋ     | Ŋ ŋ     | Ŋ ŋ     | Ŋ ŋ     | Ŋ ŋ     | Ŋ ŋ     | Ŋ ŋ     | Ŋ ŋ     | Ŋ ŋ     | Ŋ ŋ     | Ŋ ŋ           |
| O o | O o Ō ō | O o Ō ō | O o     | O o     | O o     | O o Ō ō | O o Ō ō | O o Ō ō | O o Ō ō | O o     | O o Ō ō | O o     | O o     | O o     | O o     | O o           |
| Ө ө | -       | -       | Ө ө     | -       | Ө ө     | -       | -       | -       | Ө ө     | -       | -       | -       | -       | -       | -       | -             |
| P p | P p P̦ p̦ | P p P̦ p̦ | P p     | P p     | P p     | P p     | P p     | P p     | P p     | P p P̦ p̦ | P p     | P p     | P p     | P p     | P p     | P p P' p'     |
| Q q | -       | -       | Q q     | -       | Q q     | -       | -       | -       | -       | Q q     | Q q     | Q q     | Q q     | Q q     | Q q     | Q q Q' q'     |
| R r | R r Ŗ ŗ | R r Ŗ ŗ | R r     | R r     | R r     | R r     | R r     | R r     | R r     | R r Ŗ ŗ | R r     | R r     | R r     | R r     | R r     | R r R' r'     |
| Ɍ ɍ | -       | -       | -       | -       | -       | -       | -       | -       | -       | -       | -       | -       | -       | Ɍ ɍ     | -       | -             |
| S s | S s Ș ș | S s Ș ș | S s     | S s     | S s Ș ș | S s     | S s     | S s     | S s     | S s Ș ș | S s     | S s     | S s Ș ș | S s     | S s Ș ș | S s           |
| Ꞩ ꞩ | -       | -       | Ꞩ ꞩ     | Ꞩ ꞩ     | Ꞩ ꞩ     | -       | -       | -       | -       | -       | -       | -       | -       | -       | -       | -             |
| T t | T t Ț ț | T t Ț ț | T t     | T t Ț ț | T t Ț ț | T t     | T t     | T t     | T t     | T t Ț ț | T t     | T t Ț ț | T t     | T t     | T t Ț ț | T t Ț ț T' t' |
| U u | U u Ū ū | U u Ū ū | U u     | U u     | U u     | U u     | U u     | U u Ū ū | U u Ū ū | U u     | U u Ū ū | U u     | U u     | U u     | U u     | U u           |
| V v | V v V̦ v̦ | -       | -       | -       | -       | -       | -       | -       | -       | V v V̦ v̦ | V v     | V v     | V v     | V v     | -       | V v           |
| W w | -       | W w     | W w     | W w     | W w     | W w     | W w     | W w     | W w     | W w     | W w     | W w     | W w     | W w     | W w     | -             |
| X x | X x     | -       | -       | -       | -       | -       | -       | -       | X x     | X x     | -       | -       | X x     | X x     | -       | X x           |
| Y y | -       | -       | Y y     | -       | Y y     | -       | -       | -       | Y y     | -       | -       | -       | -       | -       | -       | -             |
| Z z | Z z     | Z z Z̦ z̦ | Z z     | -       | -       | -       | -       | -       | Z z     | Z z Z̦ z̦ | -       | -       | Z z     | -       | -       | Z z           |
| Ƶ ƶ | Ƶ ƶ     | -       | -       | -       | -       | -       | -       | -       | -       | -       | -       | -       | -       | Ƶ ƶ     | -       | -             |

## Дальнейшее развитие
С 1932 году на ЕСА началось активное издание учебной литературы, а вскоре он стал применяться и в других сферах — на нём появилась детская художественная и общественно-политическая литература, а также газеты (либо отдельные странички в русскоязычных газетах). ЕСА активно применялся для 15 из 16 запланированных языков (кроме алеутского). В 1934 году на совещании по развитию письменностей народов Севера в Москве была отмечена исключительно важная роль ЕСА в ликвидации неграмотности среди северных народов. Однако с самого начала применения этого алфавита на местах отмечалось его неудобство для учащихся: им приходилось параллельно овладевать двумя алфавитами латинским для родного языка и кириллическим для русского.
[Учащимся]… в настоящее время приходится за сравнительно короткий период знакомиться с двумя совершенно различными графическими системами одновременно, часто путая при этом знаки одной системы со знаками другой.
В результате 1 июня 1935 года Президиум ЦИК постановил отказаться от ЕСА и перевести письменность северных народов на кириллицу. При этом фактически переход на кириллицу начался только в 1937 году, после постановления Совета национальностей от 11 февраля 1937 и его утверждения Президиумом ЦИК 7 марта 1937. Согласно этому постановлению на кириллицу переводились 13 из 16 языков народов Севера, а ительменский, кетский и алеутский языки становились бесписьменными (при этом алеутский фактически письменности не имел и до того). Кроме того, несмотря на декларированный переход на кириллицу фактически бесписьменными стали саамский и удэгейский языки. Для указанных языков письменность (на кириллице) была возрождена только в 1970-е — 1990-е годы.